# Olargues
Olargues és un municipi occità del Llenguadoc, situat al departament de l'Erau i a la regió d'Occitània. Aquest municipi pertany a l'associació Els pobles més bonics de França.